# Dobel
Dobel là một community trong huyện Calw bang Baden-Württemberg thuộc nước Đức. Đô thị Dobel có diện tích 18,43 km², dân số thời điểm 31 tháng 12 năm 2020 là 2408 người.